# Lourenço da Veiga
Diogo Lourenço da Veiga (Reino de Portugal, ca. 1530 — São Salvador da Bahia, 17 de junho de 1581) foi um administrador colonial português, governador-geral do Brasil de 1578 até sua morte. Foi o primeiro administrador colonial no Brasil a ter oficialmente o título de governador-geral.
Sob sua administração, o governo geral do Brasil Colonial volta a ser unificado em São Salvador da Bahia. Foi prioridade de seu governo a obra de conquista e povoamento, sobretudo no litoral, por onde continuavam atacando quadrilhas de traficantes que se fixaram em vários pontos. Em 1579, começou a reprimir o contrabando nas enseadas do Cabo Frio, confiscando os entrepostos ou, em último caso, incendiando-os.
Durante seu governo, a exploração do interior da Bahia desenvolveu-se. João Coelho de Sousa subiu o rio São Francisco onde fundou o povoado de Quebrobó. Também chegaram à capital notícias de descobertas de ouro e de pedras preciosas. Antônio Dias Adorno, após uma grande expedição que levaria até os confins das Minas de Ouro, voltou à Bahia para pedir recursos com que pudesse levar avante a exploração dos tesouros que dizia haver encontrado.
Ainda durante seu governo, após receber denúncias de que haveria exploração dos índios pelos jesuítas, visitou os aldeamentos já catequizados, junto com José de Anchieta, o provedor Cristóvão de Barros, o ouvidor Cosme Rangel e o reitor Gregório Serrão, sem no entanto encontrar qualquer desvio. Segundo o próprio Anchieta,
visitou as aldeias dos índios cristãos, com muito gosto e lágrimas de devoção, vendo as doutrinas, procissões, disciplinas e comunhões dos índios e as missas de cantos de órgão, oficiadas com flautas, pelos filhos dos mesmos índios. Favoreceu a cristandade no que pode, mandando ir para as ditas aldeias dos cristãos alguns índios que os portugueses trouxeram do sertão enganados [...], e assim muitos deles morreram batizados e alguns vivem ainda. E trabalhou sempre de conservar a liberdade de todos os índios
Foi durante o seu governo que foi construído o Castelo das Portas de São Bento, em  Salvador